# Repliement jelly roll

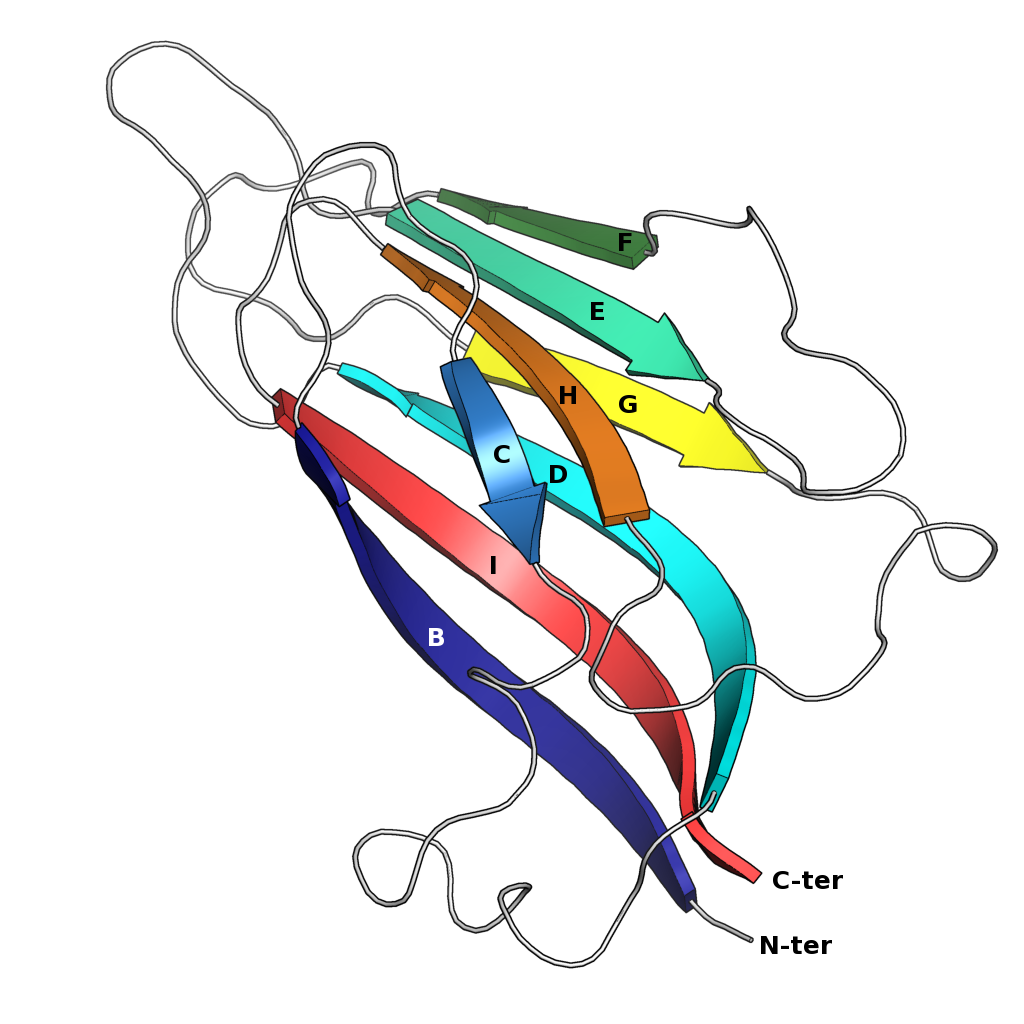
Exemple typique d'un repliement jelly roll d'une protéine de capside virale du satellite du virus de la mosaïque du tabac. Les huit brins β sont identifiés de B à I (il n'y a historiquement pas de feuillet A), soulignant l'empilement des feuillets à quatre brins BIDG et CHEF.

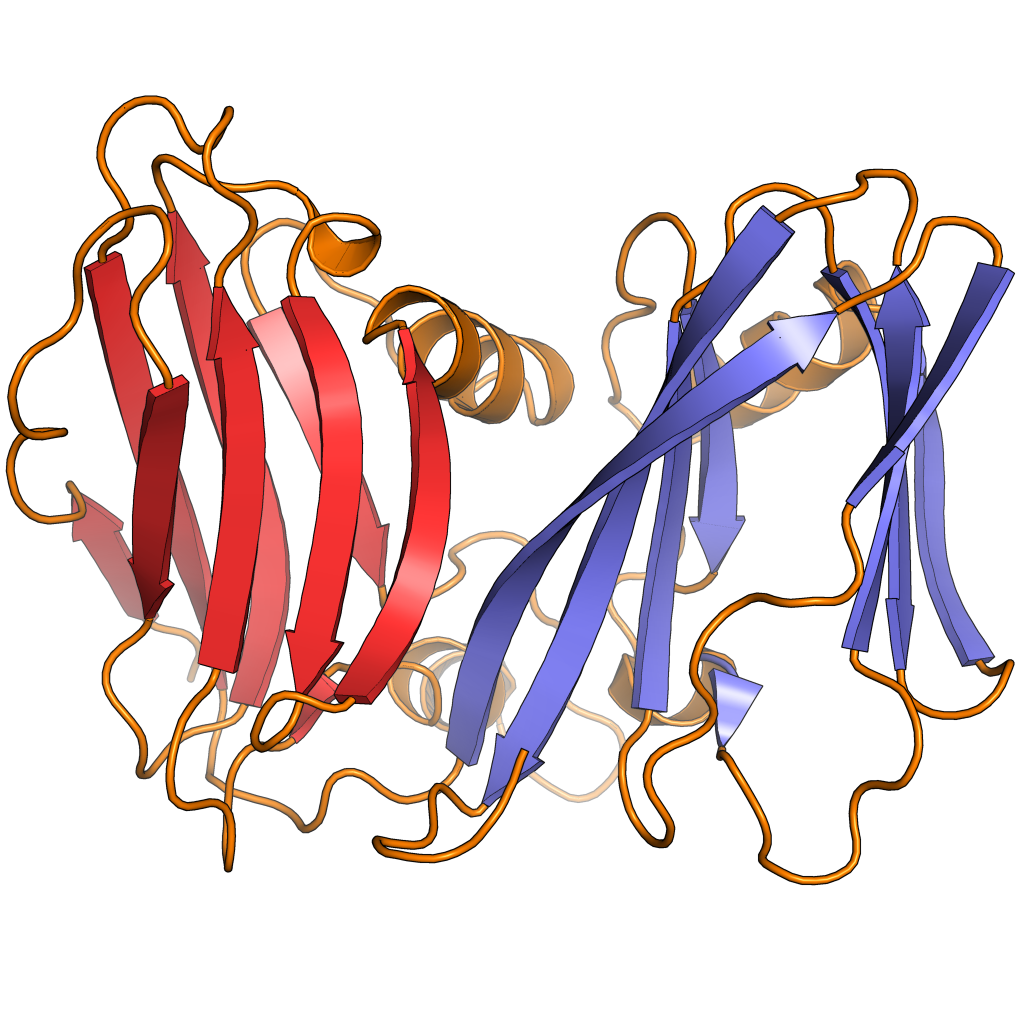
Monomère de la protéine principale P2 de la capside du. Les deux domaines jelly roll sont représentés en rouge et en bleu, le reste de la protéine étant représenté en orange..

Le repliement jelly roll est un mode de repliement des protéines constitué de huit brins β arrangés en deux feuillets de quatre brins. Ce terme a été introduit en 1981 par Jane Shelby Richardson par analogie avec les gâteaux roulés appelés ainsi en anglais. Il s'agit d'un développement du motif dit « en clé grecque » et est parfois considéré comme une forme de tonneau β. Il est très fréquent dans les protéines virales, notamment les protéines de capside,. Clé grecque et jelly roll représentent environ 30 % de toutes les protéines ayant des brins β dans la base de données SCOP.
La structure en jelly roll classique contient huit brins β disposés en quatre feuillets β antiparallèles qui s'empilent à travers une surface hydrophobe. Les brins sont nommés traditionnellement de B à I, la première structure identifiée de ce type ayant un brin A supplémentaire qui n'appartient pas au motif de base,. Les feuillets rassemblent les brins BIDG et CHEF arrangés de telle sorte que le brin B se positionne en face du brin C, I en face du brin H, et ainsi de suite,.
Des études comparatives de protéines classées comme ayant des motifs en clé grecque et en jelly roll suggèrent que les protéines à clé grecque ont évolué sensiblement plus tôt que leurs équivalents topologiquement plus complexes à jelly roll. Des analyses de bio-informatique structurelle ont montré que les protéines des capsides de virus présentant des repliements jelly roll forment un groupe bien distinct des autres protéines dont la structure est connue, ce qui suggère que les protéines des capsides virales sont sujettes à des contraintes évolutives spécifiques. L'un des aspects le plus remarquables des protéines des capsides virales est leur capacité à former des structures oligomériques s'agençant en coquille fermée ; les protéines cellulaires dont la topologie se rapproche le plus de ces protéines forment également des oligomères.